# CD-44 170
CD-44 170 eller Gliese 27.1, är en ensam stjärna i den mellersta delen av stjärnbilden Fenix. Den har en skenbar magnitud av ca 11,40 och kräver ett teleskop för att kunna observeras. Baserat på parallax enligt Gaia Data Release 3 på ca 42,3 mas, beräknas den befinna sig på ett avstånd på ca 77 ljusår (ca 23,6 parsek) från solen. Den rör sig bort från solen med en heliocentrisk radialhastighet på ca 12 km/s.

## Egenskaper
CD-44 170 är en röd till orange stjärna i huvudserien av spektralklass M0.5 V, som har en koncentration av tyngre element som är ungefär lika som solens. Den har en massa som är ca 0,53 solmassor, en radie som är ca 0,52 solradier och har ca 0,046 gånger solens utstrålning av energi från dess fotosfär vid en effektiv temperatur av ca 3 600 K.

## Planetsystem
År 2014 tillkännagavs en exoplanet med namnet Gliese 27.1 b med en omloppsperiod på 16 dygn. Det upptäcktes med hjälp av metoden för mätning av radialhastighet. Planetens jämviktstemperatur är 406 K (133° C). Planetens existens betvivlades fram till 2020 eftersom den förmodade omloppsperioden är lika med hälften av stjärnans rotationsperiod.
| Planet | Massa        | Halv storaxel (AE) | Siderisk omloppstid (d) | Excentricitet | Inklination | Radie   |
| ------ | ------------ | ------------------ | ----------------------- | ------------- | ----------- | ------- |
| b      | >13 ± 4,1 M🜨 | 0,101 ± 0,009      | 15,8190 ± 0,0026        | -             | -           | 3,63 R🜨 |